# Album al numero uno nella Billboard 200 nel 2008

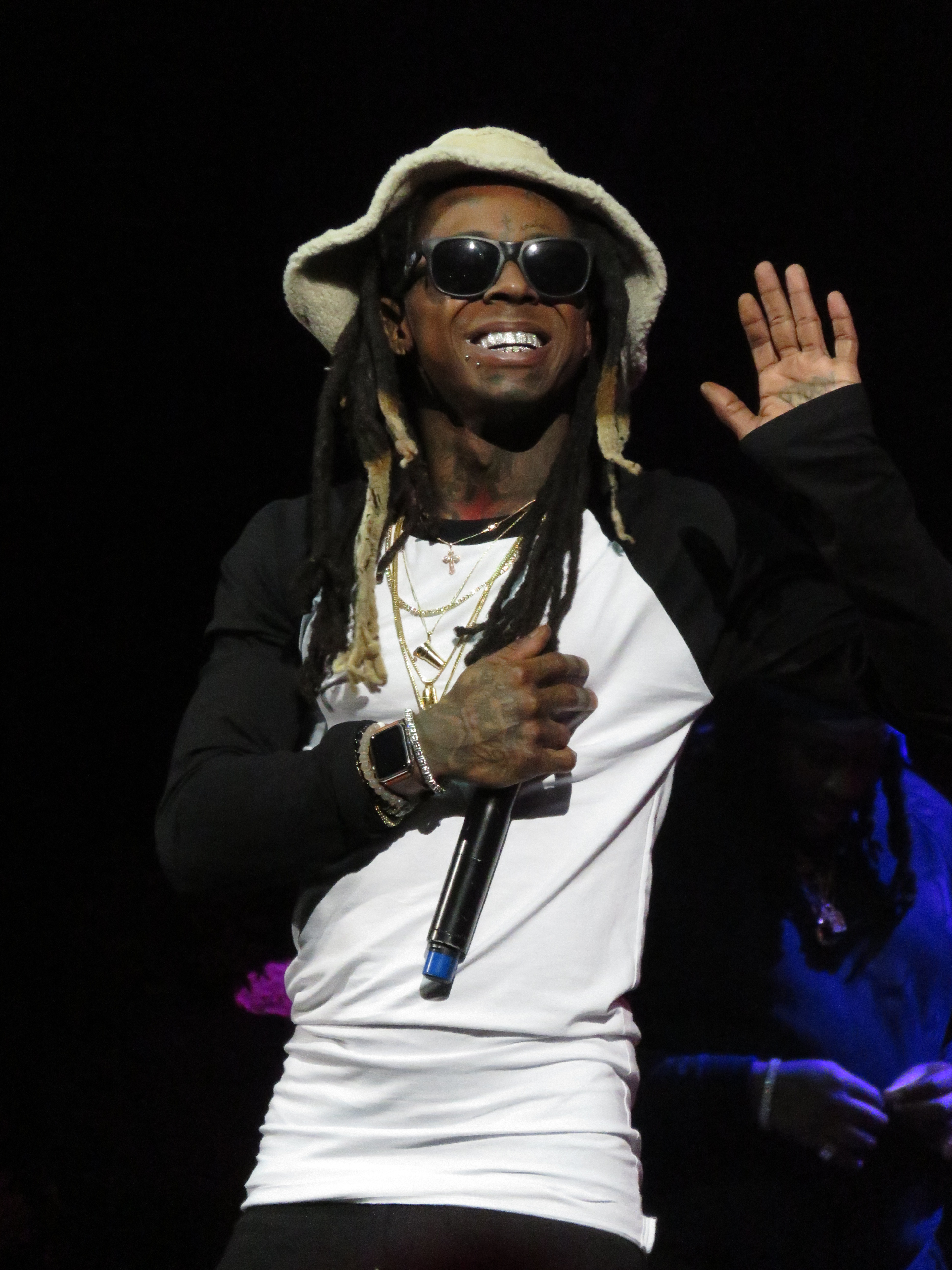
Tha Carter III, album del rapper statunitense Lil Wayne, è stato l'album più vendute del 2008, con quasi 2.9 milioni di copie.

Di seguito è proposta la lista degli album al numero uno nella Billboard 200 nel 2008. La Billboard 200, pubblicata dalla rivista Billboard, è una classifica settimanale che considera i 200 album e EP più venduti negli Stati Uniti. I dati sono raccolti e compilati dalla Nielsen SoundScan prendendo in considerazione le vendite fisiche e digitali degli album accumulate settimanalmente.

## Billboard 200
| † | Indica l'album con le migliori prestazioni del 2008 |

| Data         | Album                                     | Artista                  | Tot. sett. #1 | Unità vendute | Fonti  |
| ------------ | ----------------------------------------- | ------------------------ | ------------- | ------------- | ------ |
| 5 gennaio    | Noël                                      | Josh Groban              | 5             | 757.000       | [ 2 ]  |
| 12 gennaio   | Growing Pains                             | Mary J. Blige            | 1             | 204.000       | [ 3 ]  |
| 19 gennaio   | In Rainbows                               | Radiohead                | 1             | 122.000       | [ 4 ]  |
| 26 gennaio   | As I Am †                                 | Alicia Keys              | 4             | 70.000        | [ 5 ]  |
| 2 febbraio   | As I Am †                                 | Alicia Keys              | 4             | 61.000        | [ 6 ]  |
| 9 febbraio   | Juno                                      | Artisti vari             | 1             | 65.000        | [ 7 ]  |
| 16 febbraio  | As I Am †                                 | Alicia Keys              | 4             | 61.000        | [ 8 ]  |
| 23 febbraio  | Sleep Through the Static                  | Jack Johnson (musicista) | 3             | 375.000       | [ 9 ]  |
| 1º marzo     | Sleep Through the Static                  | Jack Johnson (musicista) | 3             | 180.000       | [ 10 ] |
| 8 marzo      | Sleep Through the Static                  | Jack Johnson (musicista) | 3             | 105.000       | [ 11 ] |
| 15 marzo     | Discipline                                | Janet Jackson            | 1             | 181.000       | [ 12 ] |
| 22 marzo     | Good Time                                 | Alan Jackson             | 1             | 119.000       | [ 13 ] |
| 29 marzo     | Trilla                                    | Rick Ross                | 1             | 198.000       | [ 14 ] |
| 5 aprile     | Welcome to the Dollhouse                  | Danity Kane              | 1             | 236.000       | [ 15 ] |
| 12 aprile    | Day26                                     | Day26                    | 1             | 190.000       | [ 16 ] |
| 19 aprile    | Troubadour                                | George Strait            | 1             | 166.000       | [ 17 ] |
| 26 aprile    | Spirit                                    | Leona Lewis              | 1             | 205.000       | [ 18 ] |
| 3 maggio     | E=MC²                                     | Mariah Carey             | 2             | 463.000       | [ 19 ] |
| 10 maggio    | E=MC²                                     | Mariah Carey             | 2             | 182.000       | [ 20 ] |
| 17 maggio    | Hard Candy                                | Madonna                  | 1             | 280.000       | [ 21 ] |
| 24 maggio    | Home Before Dark                          | Neil Diamond             | 1             | 146.000       | [ 22 ] |
| 31 maggio    | Narrow Stairs                             | Death Cab for Cutie      | 1             | 144.000       | [ 23 ] |
| 7 giugno     | 3 Doors Down                              | 3 Doors Down             | 1             | 154.000       | [ 24 ] |
| 14 giugno    | Here I Stand                              | Usher                    | 1             | 433.000       | [ 25 ] |
| 21 giugno    | Indestructible                            | Disturbed                | 1             | 252.000       | [ 26 ] |
| 28 giugno    | Tha Carter III                            | Lil Wayne                | 3             | 1.005.545     | [ 27 ] |
| 5 luglio     | Viva la Vida or Death and All His Friends | Coldplay                 | 2             | 721.000       | [ 28 ] |
| 12 luglio    | Viva la Vida or Death and All His Friends | Coldplay                 | 2             | 249.000       | [ 29 ] |
| 19 luglio    | Tha Carter III                            | Lil Wayne                | 3             | 156.000       | [ 30 ] |
| 26 luglio    | Tha Carter III                            | Lil Wayne                | 3             | 125.000       | [ 31 ] |
| 2 agosto     | Untitled                                  | Nas                      | 1             | 187.000       | [ 32 ] |
| 9 agosto     | Breakout                                  | Miley Cyrus              | 1             | 371.000       | [ 33 ] |
| 16 agosto    | Love on the Inside                        | Sugarland                | 1             | 171.000       | [ 34 ] |
| 23 agosto    | Mamma Mia! The Movie Soundtrack           | Cast di Mamma Mia!       | 1             | 130.000       | [ 35 ] |
| 30 agosto    | A Little Bit Longer                       | Jonas Brothers           | 2             | 525.000       | [ 36 ] |
| 6 settembre  | A Little Bit Longer                       | Jonas Brothers           | 2             | 147.000       | [ 37 ] |
| 13 settembre | All Hope Is Gone                          | Slipknot                 | 1             | 239.516       | [ 38 ] |
| 20 settembre | The Recession                             | Young Jeezy              | 1             | 260.000       | [ 39 ] |
| 27 settembre | Death Magnetic                            | Metallica                | 3             | 490.000       | [ 40 ] |
| 4 ottobre    | Death Magnetic                            | Metallica                | 3             | 337.000       | [ 41 ] |
| 11 ottobre   | Death Magnetic                            | Metallica                | 3             | 132.000       | [ 42 ] |
| 18 ottobre   | Paper Trail                               | T.I.                     | 2             | 568.000       | [ 43 ] |
| 25 ottobre   | Paper Trail                               | T.I.                     | 2             | 177.000       | [ 44 ] |
| 1º novembre  | Lucky Old Sun                             | Kenny Chesney            | 1             | 176.000       | [ 45 ] |
| 8 novembre   | Black Ice                                 | AC/DC                    | 2             | 784.000       | [ 46 ] |
| 15 novembre  | Black Ice                                 | AC/DC                    | 2             | 271.000       | [ 47 ] |
| 22 novembre  | Twilight                                  | Artisti vari             | 1             | 165.000       | [ 48 ] |
| 29 novembre  | Fearless                                  | Taylor Swift             | 11            | 592.000       | [ 49 ] |
| 6 dicembre   | I Am… Sasha Fierce                        | Beyoncé                  | 1             | 482.000       | [ 50 ] |
| 13 dicembre  | 808s & Heartbreak                         | Kanye West               | 1             | 450.000       | [ 51 ] |
| 20 dicembre  | Circus                                    | Britney Spears           | 1             | 505.000       | [ 52 ] |
| 27 dicembre  | Fearless                                  | Taylor Swift             | 11            | 249.000       | [ 53 ] |

Note:
1. ↑  Ha raggiunto il numero uno anche nel 2007
2. 1 2  Ha raggiunto il numero uno anche nel 2007
3. 1 2  Ha raggiunto il numero uno anche nel 2009